# Olivella formicacorsii
Olivella formicacorsii is een slakkensoort uit de familie van de Olividae. De wetenschappelijke naam van de soort is voor het eerst geldig gepubliceerd in 1962 door Klappenbach.